# Don Lurio
Don Lurio, pseudonimo di Donald Benjamin Lurio (New York, 15 novembre 1929 – Roma, 26 gennaio 2003), è stato un ballerino, coreografo, cantante e attore statunitense naturalizzato italiano.

## Biografia
Di origine italiana ebraica, studiò danza a Broadway con Bob Fosse e Jack Cole. Arrivò col suo tour in Francia assieme a Roland Petit dove allestì a Parigi le coreografie di Appuntamento mancato di Françoise Sagan. Notato da alcuni dirigenti della sede Rai di Torino, venne scritturato nel 1959 per lo show Crociera d'estate e nello stesso anno curò le coreografie di Delia Scala per Canzonissima.
Nel 1961 portò in Italia le gemelle Kessler col programma Giardino d'inverno, e nello stesso anno lavorò nuovamente con loro in Studio Uno. Negli anni sessanta partecipò con Totò come comparsa nel film Totò di notte n. 1 e a diversi film musicali. All'inizio degli anni settanta fece conoscere Minnie Minoprio al grande pubblico e fu coreografo per i programmi Hai visto mai? (con Lola Falana), Formula due, Chi?, condotto da Pippo Baudo.
Nel 1978 tornò a collaborare con Delia Scala nel varietà televisivo Che combinazione, mentre l'anno successivo presentò il varietà Così per caso, insieme a Cecilia Buonocore e con la partecipazione di Elton John quale ospite fisso. Nel 1984 è stato membro del cast di Quo vadiz?, varietà di Rete 4 con Maurizio Nichetti e Sydne Rome, con i disegni di Bruno Bozzetto. Nel 1985 fu coreografo della prima edizione di Pronto, chi gioca?, il programma di Gianni Boncompagni, con Giancarlo Magalli ed Enrica Bonaccorti su Rai Uno.
Partecipò negli anni seguenti alle trasmissioni di Rai 1 Vincerai e Regali di Natale su testi di Marco Di Tillo. Ha partecipato al Festival di Sanremo 1999 come coreografo e insegnante di danza della seconda conduttrice Laetitia Casta, con la quale improvvisò diversi siparietti comici durante le serate in diretta. Nello stesso anno ha preso parte al film di Leonardo Pieraccioni Il pesce innamorato, nel ruolo di Pacini.

## Vita privata
Ebbe una relazione di oltre venti anni con il suo manager Livio Costagli, morto di AIDS nel 1994, all'età di 44 anni. Dovette affrontare una causa legale con i familiari di Costagli, i quali impugnarono il testamento olografo in cui Don Lurio era stato nominato erede universale: il ballerino lottò a lungo per vedersi riconosciuti i diritti all'eredità.
Don Lurio era molto legato a Monte Argentario, in modo particolare a Porto Ercole, luogo che ha frequentato per lungo tempo.
È morto nel 2003 per un attacco respiratorio al policlinico Gemelli di Roma lasciando come testamento l'istituzione di una borsa di studio per l'Accademia Nazionale di Danza. È sepolto nel cimitero del Verano.

## Programmi televisivi
- Crociera d'estate (Programma Nazionale, 1959)
- Canzonissima (Programma Nazionale, 1959)
- Giardino d’inverno (Programma Nazionale, 1961)
- Studio Uno (Programma Nazionale, 1961-1963)
- Teatro 10 (Programma Nazionale, 1964)
- Orsa maggiore (Programma Nazionale, 1965)
- Stasera Rita (Programma Nazionale, 1965)
- Ma perché? Perché si! (Programma Nazionale, 1969-1970)
- L'appuntamento (Programma Nazionale, 1973)
- Lui lui lui (Secondo Programma, 1974)
- Che combinazione (Rete 2, 1978)
- Così per caso (Rete 2, 1979)
- Quo vadiz? (Rete 4, 1984-1985)
- Pronto, chi gioca? (Rai 1, 1985-1986)
- Bella d'estate (Rai 2, 1987)
- Regali di Natale dall'archivio Rai (Rai 1, 1988-1989)
- Festival di Sanremo (Rai 1, 1999)

Partecipò inoltre alla rubrica pubblicitaria televisiva Carosello in tre serie di sketch pubblicizzando:
- con le gemelle Kessler le calze da donna Omsa dal 1961 al 1963;
- le fasce elastiche Gibaud della Villafranca nel 1969;
- con Gisella Pagano l'antinevralgico Verdal della Falqui negli anni 1970 e 1971.

## Filmografia
- Il giovane leone (Oh! Que mambo), regia di John Berry (1959) - coreografo
- Rocco e le sorelle, regia di Giorgio Simonelli (1961) - comparsa
- Pugni pupe e marinai (1961) - nel ruolo di se stesso
- Totò di notte n. 1 (1962) - comparsa
- Canzoni a tempo di twist (1962) - comparsa
- Il magnifico Bobo (The Bobo), regia di Robert Parrish (1967)
- Casinò de Paris, regia di André Hunebelle (1957)
- Arrivano i miei, regia di Nini Salerno (1982)
- "FF.SS." - Cioè: "...che mi hai portato a fare sopra a Posillipo se non mi vuoi più bene?", regia di Renzo Arbore (1983) - nel ruolo di se stesso
- Il pesce innamorato, regia di Leonardo Pieraccioni (1999)

## Teatro
- Peter Pan, regia di Jerome Robbins (Broadway, 20 ottobre 1954)

## Discografia
- 1961 - Da-Da-Un-Pa/The Astaire Beat (Dischi Ricordi, 7")
- 1965 - Accipicchia/Surf Del Marziano   (Campi-Editore Recording, 7")
- 1967 - Dimmi Un Po'/Tipi Titi Pitità   (Det Records, 7")
- 1979 - Ruba Ruba/Square Disco Dance (Ariston, 7", 12")
- 1980 - Ballo tutto/Imparare a ballare (Ariston, 7")

## Opere
- Balla con me, Bietti, 1980